# Владимировка (Краснокутский район, Харьковская область)
Владимировка (укр. Володимирівка) — село,
Мурафский сельский совет,
Краснокутский район,
Харьковская область, Украина.
Код КОАТУУ — 6323584702. Население по переписи 2001 года составляет 141 (61/80 м/ж) человек.

## Географическое положение
Поселок Владимировка находится на правом берегу реки Мерчик,
выше по течению на расстоянии в 2 км расположено село Мурафа,
ниже по течению на расстоянии в 1 км расположен посёлок Пыльнянка,
на противоположном берегу — посёлок Сороковое.
Посёлок окружен большим лесным массивом — урочищем Мурафская Дача (сосна).

## История
- 1750 — дата основания.
- Административно входило в состав Богодуховского уезда.

## Экономика
- Санаторий «Влади́мирский» («Влади́мировский»[2] имени ХХ лет Октября Харьковского областного управления курортами, санаториями и домами отдыха ВЦСПС, противотуберкулёзное круглогодичное лечение.) Создан при СССР до 1937 года; расположен в «красивой лесистой местности на берегу реки»[2]; имел большую площадку для аэротерапии.[2] Санаторий расположен в «условиях ровного климата при средней температуре летом + 20 градусов.» Путёвка на курс лечения для больных открытой формой туберкулёза в санаторий на 60 дней в 1953 году стоила 2000 советских рублей.[2]

## Достопримечательности

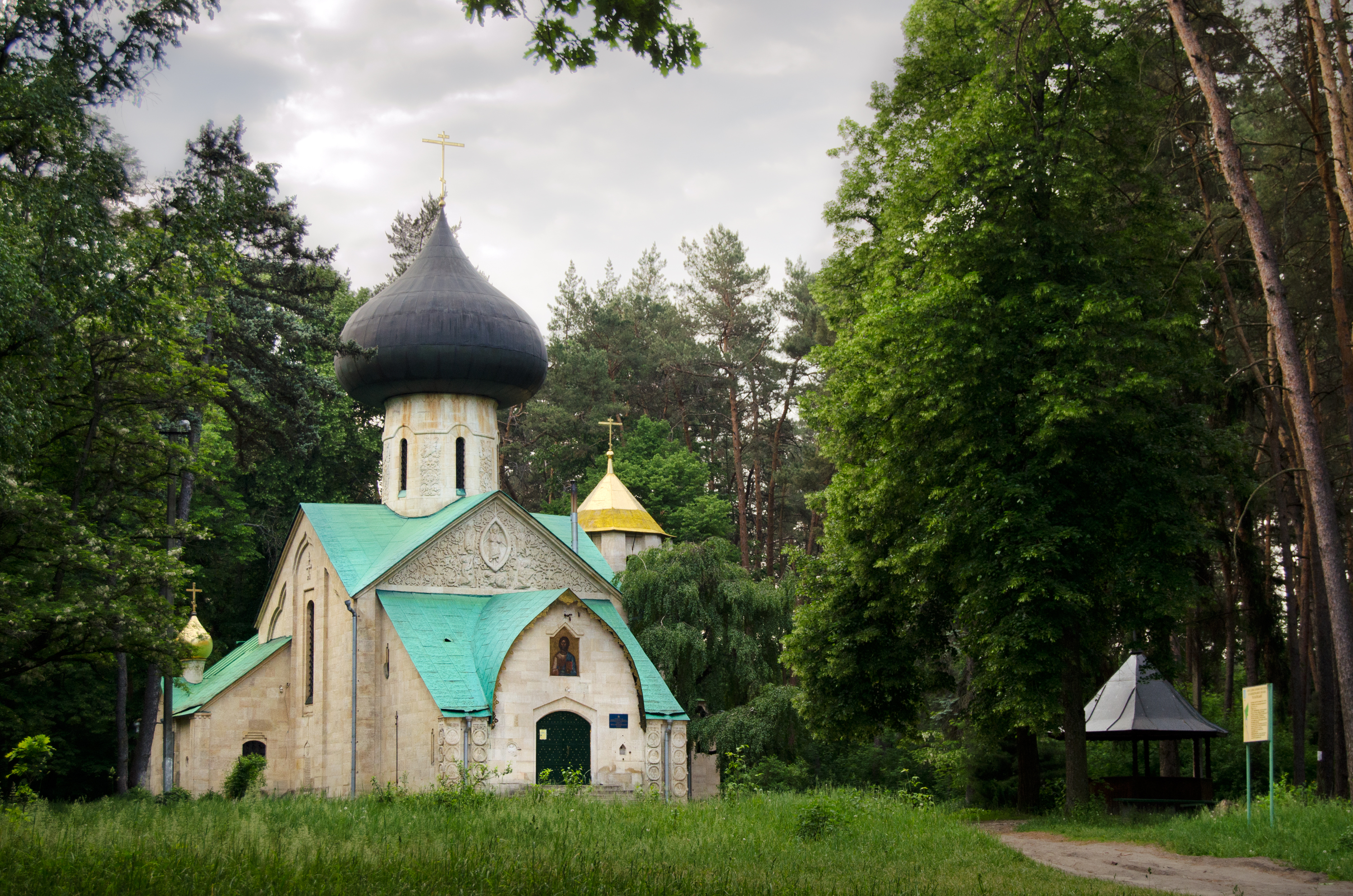
Церковь Спаса Преображения

- Церковь Спаса Преображения (спроектирована Алексеем Щусевым, дата постройки между 1911 и 1913 годами)[3].
- Усадьба «Натальевка» — памятник архитектуры. Усадьба сахарозаводчика Ивана Харитоненко, построенная над рекой Мерчик. До настоящего времени сохранились церквушка и отдельные строения усадьбы: ворота, флигели, водонапорная башня. Главное здание не сохранилось.